# Tourbière du Rey
Tourbière du Rey este o arie protejată (sit de importanță comunitară — SCI) din Franța întinsă pe o suprafață de 19,21 ha, integral pe uscat.

## Localizare
Centrul sitului Tourbière du Rey este situat la coordonatele 44°27′17″N 2°00′26″E / 44.45472°N 2.00722°E.

## Înființare
Situl Tourbière du Rey a fost declarat arie specială de conservare în baza directivei 92/43 din 1992 referitoare la conservarea habitatelor naturale și a faunei și florei sălbatice pentru a proteja 1 specie de animale.

## Biodiversitate
Situată în ecoregiunea atlantică, aria protejată conține 7 habitate naturale: Ape puternic oligomezotrofe cu vegetație bentonică cu Chara spp., Pajiști cu Molinia pe soluri calcaroase, turboase sau argilos-nămoloase (Molinion caeruleae), Lacuri eutrofice naturale cu vegetație de tip Magnopotamion sau Hydrocharition, Cursuri de apă de la nivel de câmpie la nivel montan, cu vegetație Ranunculion fluitantis și Callitricho-Batrachion, Mlaștini calcaroase cu Cladium mariscus și specii de Caricion davallianae, Liziere de ierburi înalte hidrofile de câmpie și de nivel montan până la alpin, Ape oligotrofe din câmpii nisipoase, cu un conținut foarte redus de minerale (Littorelletalia uniflorae).
La baza desemnării sitului se află o specie protejată de  nevertebrate: Vertigo moulinsiana.